# 八宝山駅
八宝山駅（はっぽうざん-えき）は、中華人民共和国北京市石景山区に位置する北京地下鉄1号線の駅である。

## 駅構造

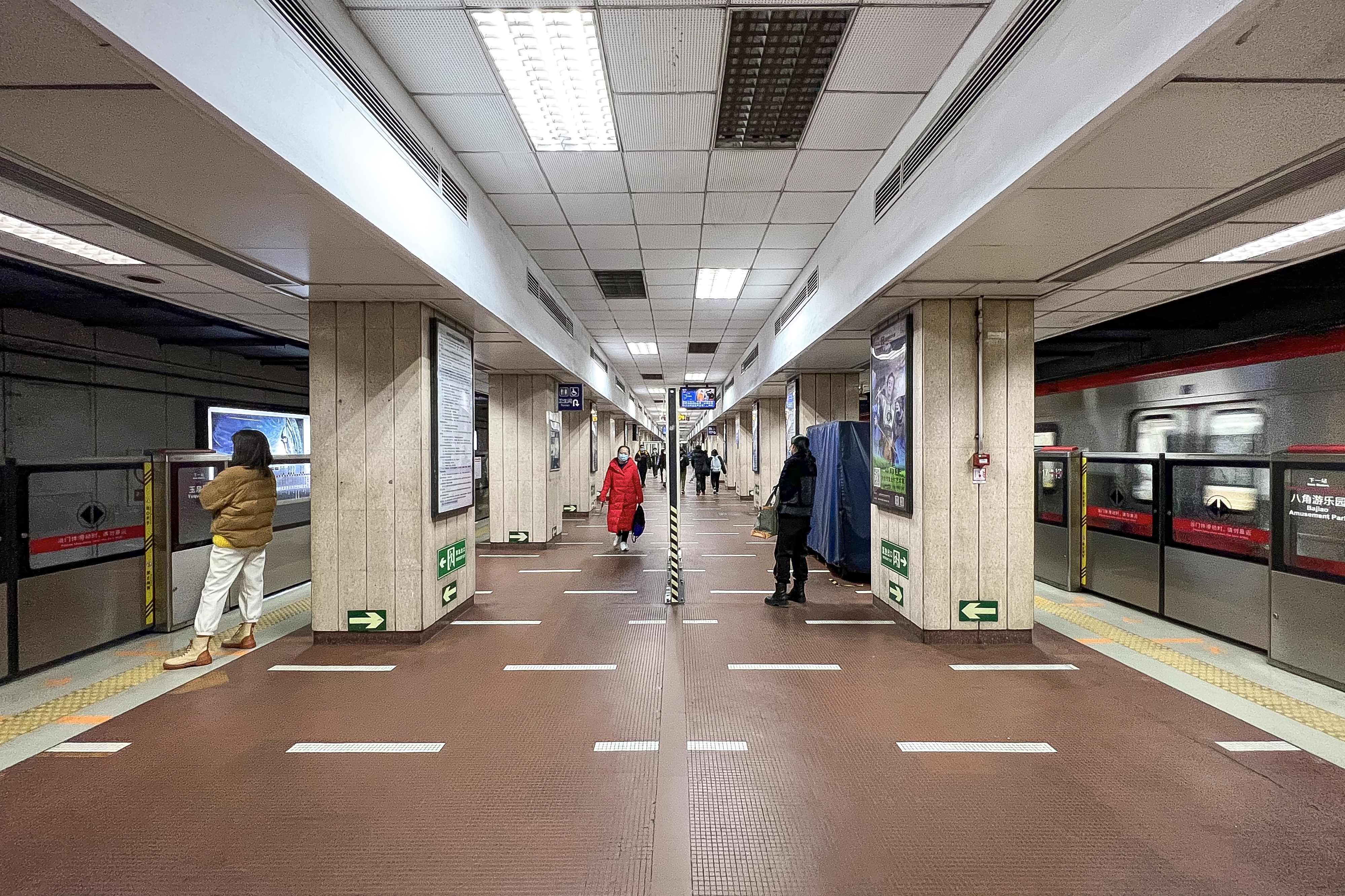
ホーム

島式ホーム1面2線を有する地下駅。

## 駅周辺
- 八宝山革命公墓
- 八宝山人民公墓
- 中国国際広播電台
- 北京市高級人民法院
- 北京市第一中級人民法院
- 中華人民共和国最高人民検察院
- 北京市人民検査院

## 歴史
- 1969年10月1日 - 開業。ただし、乗車できるのは公務員のみだった。
- 1977年 - 一般市民に開放。
- 1980年 - 外国人も使用可能になった。

## 隣の駅
北京地下鉄
■1号線
古城駅 - 八角遊楽園駅（事業中） - 八宝山駅 - 玉泉路駅